# Heinrich von Wittgenstein

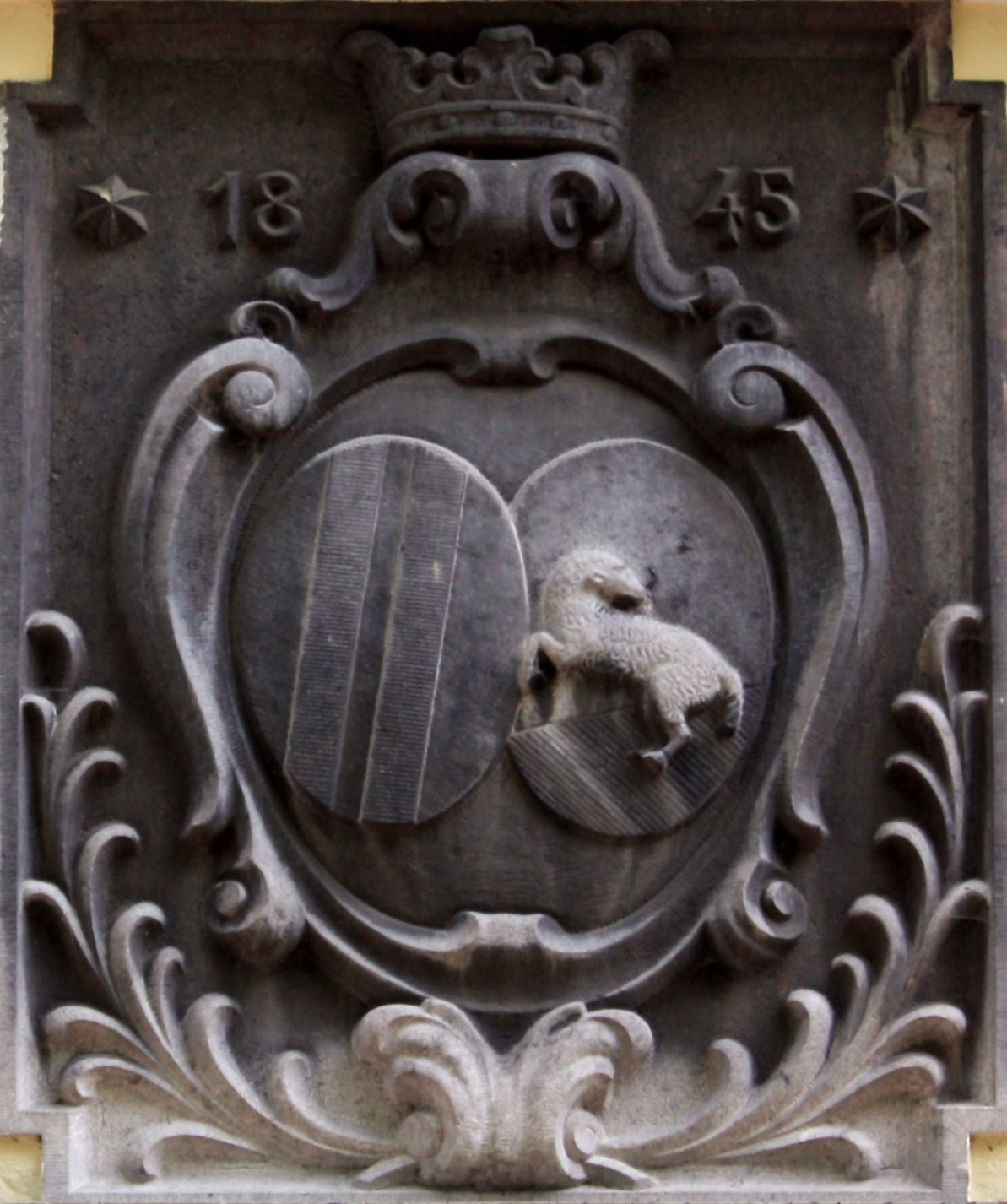
Allianzwappen Wittgenstein-Schaaffhausen an der Villa Wittgenstein

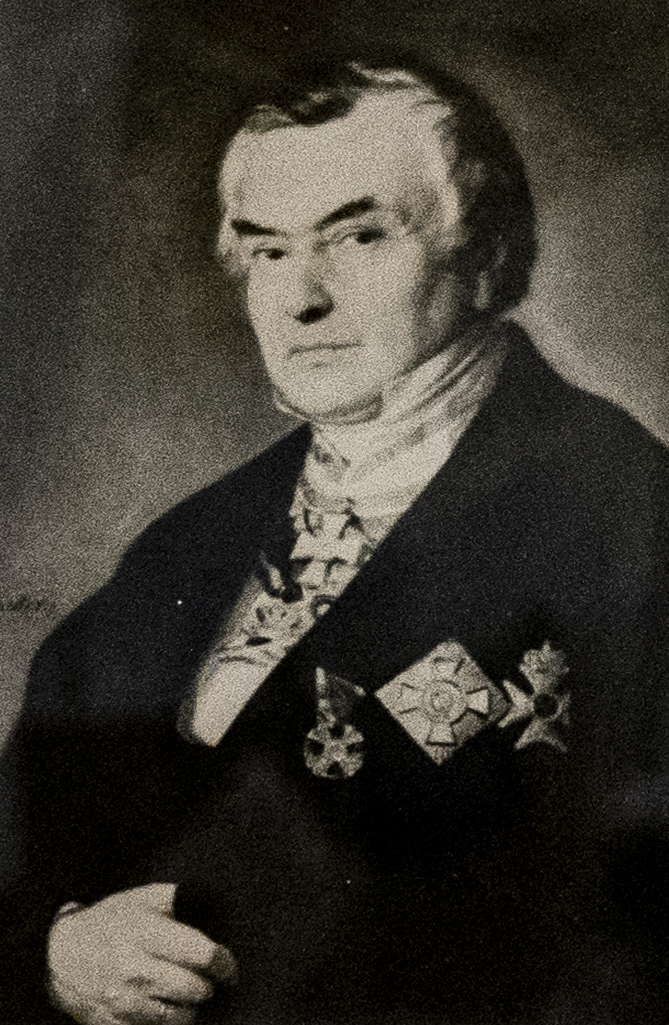
Johann Heinrich Franz von Wittgenstein

Johann Heinrich Franz von Wittgenstein, häufig nur Heinrich von Wittgenstein, (* 20. April 1797 in Köln; † 29. März 1869 ebenda) war ein deutscher Unternehmer und Politiker.

## Leben
Wittgenstein wurde im Jahr 1797 in Köln als Sohn von Johann Jakob von Wittgenstein (1754–1823) und Theresia, geborene Haes (1758–1835), geboren. Sein Vater war Jurist, Kaufmann, Bankier und Politiker in Köln, er hatte mehrfach das Amt des Bürgermeisters zu Köln inne und war während der Franzosenzeit auch Maire von Köln. Das Amt als Kölner Bürgermeister hatte in der Familie erstmals sein Großvater Melchior Dittmar von Wittgenstein inne.
Verheiratet war Heinrich von Wittgenstein mit Maria Theresia Franciska geb. Schaaffhausen, einer Tochter aus der zweiten Ehe des Bankiers Abraham Schaaffhausen.

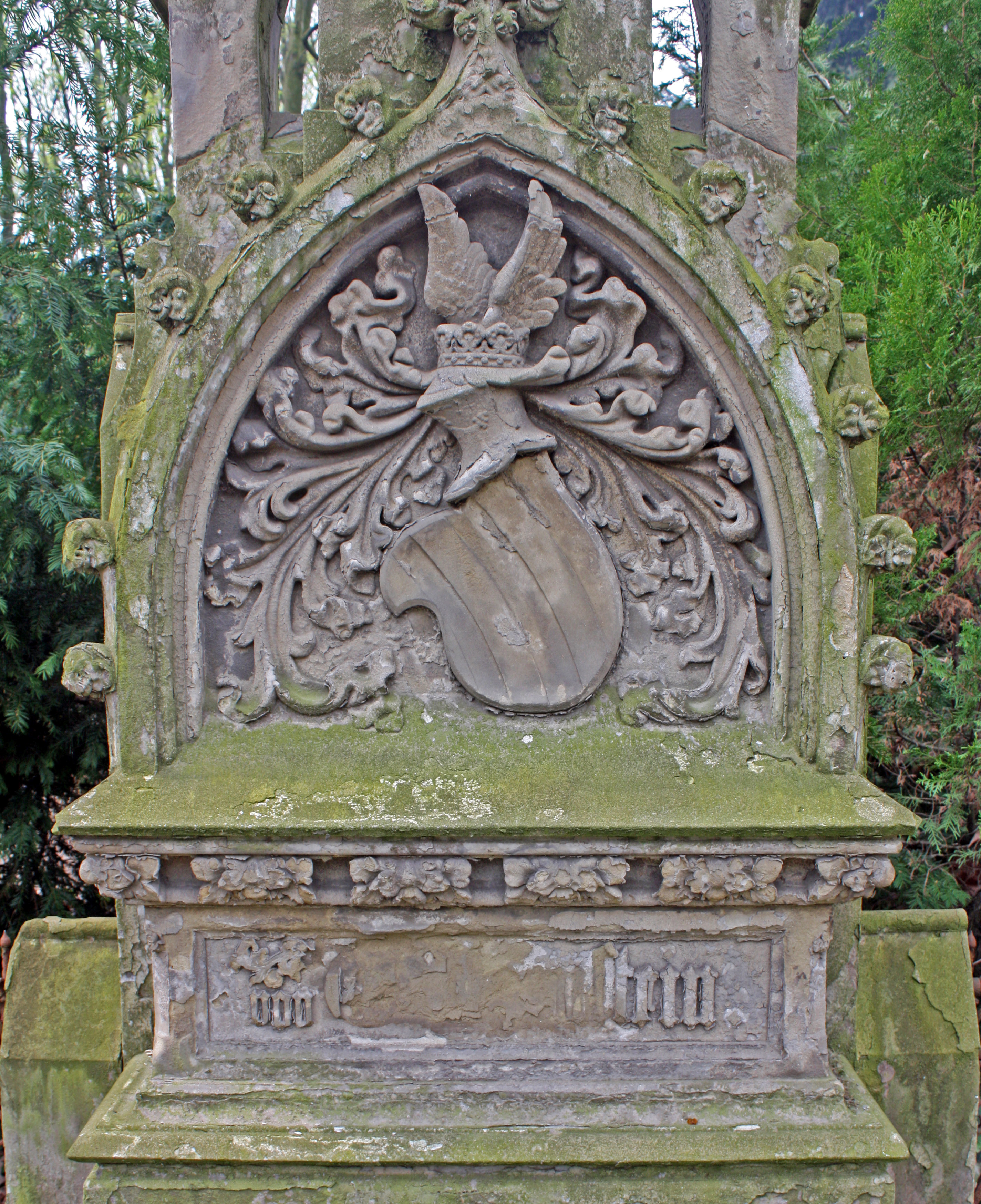
Wappen derer von Wittgenstein, Familiengrab auf dem Melaten-Friedhof

Als Unternehmer war Heinrich von Wittgenstein Aufsichtsratsvorsitzender der Cöln-Mindener Eisenbahn. In seiner Heimatstadt Köln war er Präsident der Armenverwaltung.

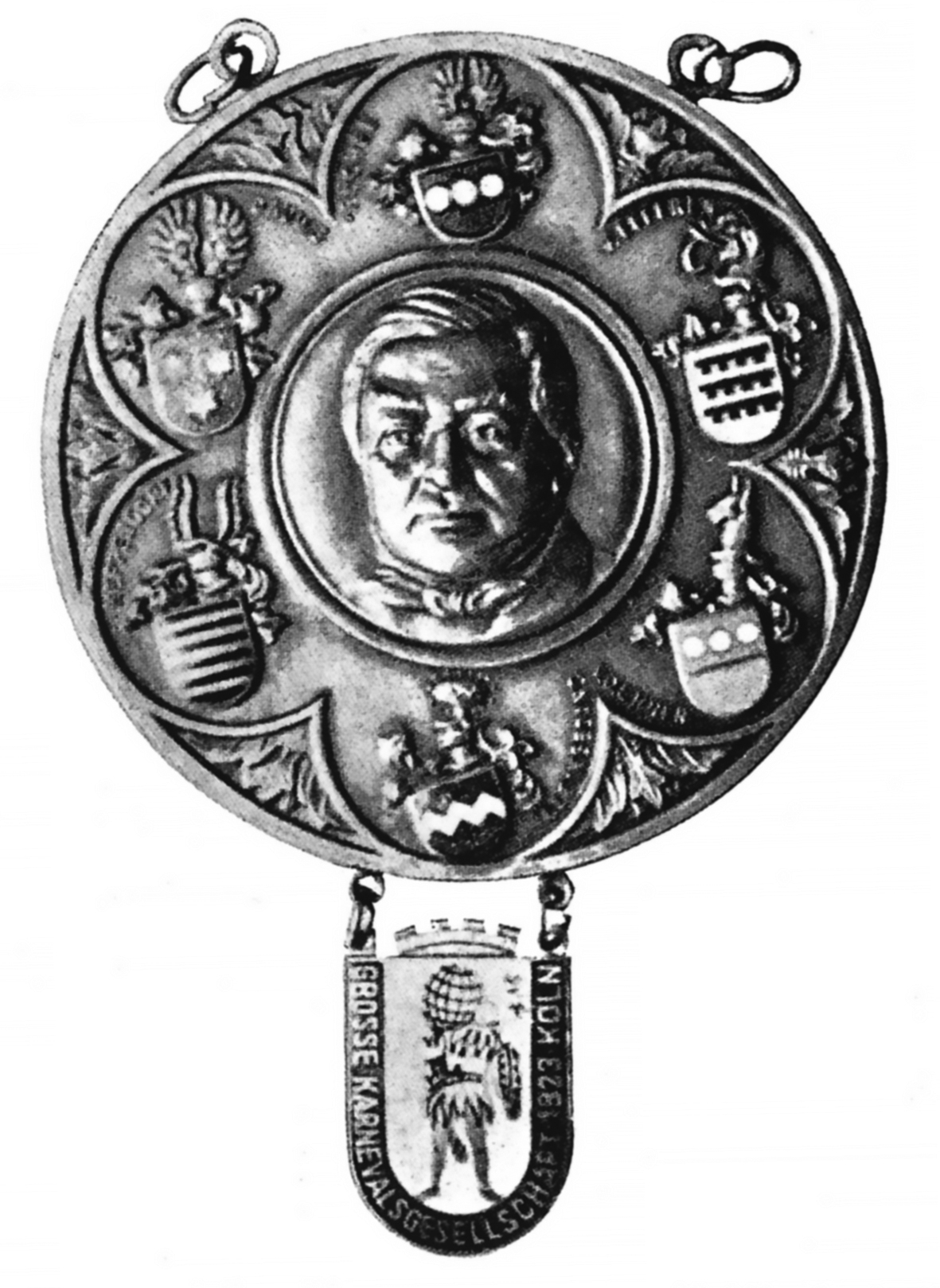
Orden aus dem Jahre 1844 mit Darstellung Heinrich von Wittgenstein

Er war ein Freund und Förderer des Kölner Karnevals und des Kölner Doms. Er wurde 1823 zum ersten Präsidenten und Sprecher der Grossen Carnevals-Gesellschaft (heutige: „Die Grosse von 1823“) gewählt. Diese war auf Initiative von Mitgliedern der Olympischen Gesellschaft Köln, Ferdinand Franz Wallraf, Matthias Joseph de Noël und deren Freundeskreis sowie Mitgliedern des Literaturkränzchens gegründet worden. Diese lieferten die Ideen für die Festgestaltung. Hierzu gehörten u. a. Ernst Weyden, Christian Samuel Schier, Johann Baptist Rousseau, Wilhelm Smets, Johann Baptist Farina und Emanuel Ciolina Zanoli. Ab dem Folgejahr trafen sich die Mitglieder der Grossen Carnevals-Gesellschaft (heutige: „Die Grosse von 1823“) jährlich um Neujahr zu einer Generalversammlung, um aus ihren Reihen ein „Festordnendes Comitée“ (auch „Kleiner Rat“ genannt; heutiges „Festkomitee Kölner Karneval“) zu wählen, das die Organisation des folgenden Karnevalsfestes übernehmen sollte. Als Präsident der Grossen Carnevals-Gesellschaft (heutige: „Die Grosse von 1823“) und der Armenverwaltung war er bemüht die Erträge des Karnevals für die Unterstützung der Armen in Köln zu nutzen. Ebenso wählte ihn der neu gegründete Zentral-Dombau-Verein zu Köln im Jahr 1842 zu seinem ersten Präsidenten. Das Amt des Präsidenten des Zentral-Dombau-Vereins übte er bis Mai 1843 aus. Im Jahr 1848 wurde er schließlich Regierungspräsident in Köln.
Seit 1845 hatte Wittgenstein seinen Sommersitz in dem für ihn neu errichteten Haus Wittgenstein in Roisdorf.